# Tapio Piipponen
Ville Juha Tapio Piipponen (Sotkamo, 21 giugno 1957) è un ex biatleta finlandese.

## Biografia
In carriera prese parte a due edizioni dei Giochi olimpici invernali, Sarajevo 1984 (15° nella sprint, 12° nell'individuale, 7° nella staffetta) e Calgary 1988 (7° nella sprint, 8° nell'individuale, 12° nella staffetta), e a quattro dei Campionati mondiali, vincendo una medaglia.

## Palmarès

### Mondiali
- 1 medaglia:
  - 1 bronzo (individuale[1] a Egg am Etzl/Ruhpolding 1985)

### Coppa del Mondo
- 2 podi (entrambi individuali[2]), oltre a quello conquistato in sede iridata e valido anche ai fini della Coppa del Mondo:
  - 1 vittoria
  - 1 terzo posto

#### Coppa del Mondo - vittorie
| Data          | Località | Nazione | Spec. |
| ------------- | -------- | ------- | ----- |
| 14 marzo 1986 | Boden    | Svezia  | IN    |

Legenda:

IN = individuale